# Sportivo Ben Hur
Der Club Sportivo Ben Hur ist ein Sportclub aus Rafaela, Provinz Santa Fe in Argentinien. Er ist besonders für seine Basketballabteilung bekannt. Doch auch die Fußballmannschaft ist im Profibereich tätig.

## Basketball
Die Basketballabteilung war für den 1940 gegründeten Verein in den letzten Jahren äußerst erfolgreich in der Liga Nacional de Básquetbol LNB. Die Heimspiele werden im "El Coliseo del Sur" mit 3.500 Plätzen ausgetragen.

### Erfolge
- Liga Nacional de Básquetbol: 2004
- Südamerikanische Club-Meisterschaft (bis 1996):
- Liga Sudamericana (ab 1997):

### LNB-Platzierungen
| - 1985–2002 LNB: nicht teilgenommen - 2002–2003 LNB: 10. Platz - 2003–2004 LNB: 7. Platz - 2004–2005 LNB: 1. Platz - 2005–2006 LNB: 3. Platz |

## Fußball

### Geschichte
Obwohl Fußball seit Vereinsgründung die Hauptabteilung des Clubs war, konnte sich die Fußballabteilung erst in den letzten Jahren langsam aus dem Schatten der Basketballer absetzen. Erst im Jahr 1997 konnten die regionalen Fußballligen verlassen werden. Das Jahr 2004 konnte man dann sogar noch erfolgreicher gestalten und stieg in die zweite Liga, die Nacional B auf, wo man sich drei Jahre halten konnte. Derzeit spielt der Verein seit der Saison 2024/25 in der Torneo Federal A, die dritthöchste Spielklasse des Landes.

### Erfolge
- 2004 – Aufstieg in die Nacional B (2. Liga)
- 2013 – Vierte Runde in der Copa Argentina (Pokal)[2]
- 2024 – Aufstieg in die Torneo Federal A (3. Liga)

## Vereinsname
Der Verein wurde zunächst unter dem Namen Sportivo Barracas gegründet, doch dieser stieß bei der Mehrheit der Mitglieder auf wenig Zustimmung. Während einer Sitzung, in der über alternative Namensvorschläge diskutiert wurde, erschien eine Gruppe junger Männer, die zuvor im Kino gewesen waren. Sie beteiligten sich an der Debatte und brachten neue Ideen ein. Einer von ihnen, Rubén Primo, erzählte, dass er gerade den Film Ben Hur (1958) gesehen habe, der von einem Krieger aus der Antike handelt. Dieser Vorschlag fand großen Anklang bei den Anwesenden, und so erhielt der Verein seinen neuen Namen: Club Sportivo Ben Hur.

## Weblink
- Ben Hur Homepage (spanisch)